# Ina Boudier-Bakkerlaan (Utrecht)
De Ina Boudier-Bakkerlaan is een straat in de Nederlandse stad Utrecht. De straat is genoemd naar de Nederlandse romanschrijfster Ina Boudier-Bakker (1875-1966), die onder meer in Utrecht gewoond heeft.
Aan de Ina Boudier-Bakkerlaan bevinden zich een afdeling van de Hogeschool voor de Kunsten Utrecht en het in 1965 gebouwde studentencomplex IBB.